# Ascendent

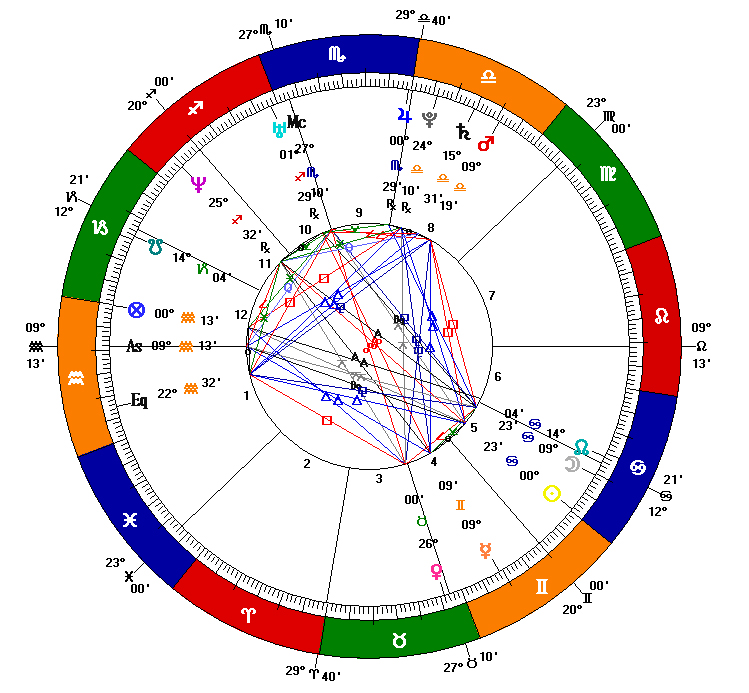
Przykład ascendentu

Ascendent – w astrologii punkt ekliptyki, który wschodzi w określonym momencie i miejscu na Ziemi. Jego położenie uzależnione jest więc od dokładnego czasu i współrzędnych geograficznych danego zdarzenia (np. narodzenia człowieka). Przeciętnie co około dwie godziny nad wschodnim horyzontem pojawia się nowy znak zodiaku, można przyjąć, że co około dwie godziny zmienia się ascendent. Jest to jednak duże uproszczenie, gdyż nachylenie ekliptyki sprawia, że np. na szerokości geograficznej, na jakiej położona jest Polska najszybciej wschodzi znak Ryb (około godziny) a najwolniej znak Panny (około 3 godzin). 
Tradycyjne źródła astrologiczne głoszą, że Ascendent jest jednym z najważniejszych i najbardziej "czułych" punktów w horoskopie, który ma wpływ na wygląd człowieka, jego osobowość, pierwsze wrażenie wywierane na innych, sposób w jaki wchodzi w relacje z otoczeniem, a nawet nastrój, jaki panował podczas jego narodzin.
Wartość Ascendentu (jego długość ekliptyczna) wyraża się wzorem:
Asc = arctg(-cos(2 × π × J) / (sin(2 × π × J) × cos ε × sin ε × ctg(½ × π - φ)))
gdzie: 
J oznacza czas gwiazdowy w postaci ułamka doby, 
ε oznacza kąt nachylenia płaszczyzny równika niebieskiego do płaszczyzny ekliptyki. 
ε = 23.452294 - 0.0130125 • t2-1.64 • 10 - 6 • t2^2 + 5.03 • 10 - 7 • t2^3 
φ oznacza szerokość geograficzną miejsca wydarzenia. 
Czas gwiazdowy określa obrót sfery niebieskiej. Pełny obrót sfery niebieskiej odbywa się w ciągu 1 doby gwiazdowej. W ciągu 1 godziny gwiazdowej sfera niebieska obróci się o 15º. Definiujemy go jako kąt godzinny punktu Barana. Ponieważ rektascensję α mierzymy do punktu Barana, a położenie (kąt godzinny t) punktu Barana od południka zerowego, zachodzi zależność: 
θ = α + t. 
Aktualny czas gwiazdowy jest równy rektascensji α gwiazdy górującej, tzn. przechodzącej przez południk miejscowy (Medium Coeli). 
Czas gwiazdowy jest czasem miejscowym, obowiązującym tylko na danym południku geograficznym. 
Czas gwiazdowy na Ziemi obliczamy według wzoru (wynik otrzymujemy w dobach): 
t2 = (JD-2415020)/36525 
θ = 0,5 + JD + (6,6460656 + 2400,0513×t2 + 2,58×10-5×t22 + λ/15)/24. 
gdzie:
λ = długość geograficzna w mierze łukowej, 
JD = czas UTC w postaci daty juliańskiej. 
lub w stopniach według wzoru: 
t2 = (JD-2451545)/36525, 
θ = (280.46061837 + 360.98564736629×(JD - 2451545.0) + t22 × (0.000387933-t/38710000) + λ/15). 
gdzie:
λ = długość geograficzna w radianach, 
JD = czas UTC w postaci daty juliańskiej. 

Z uzyskanych wyników rozpatrujemy tylko część ułamkową.
Definicja daty juliańskiej:
Rachuba dni juliańskich polega na ponumerowaniu wszystkich kolejnych dni niezależnie od roku, do jakiego należą. Chwilą początkową tej rachuby jest godzina 12.00 w południe czasu południka zerowego dnia 1 stycznia 4713 r. p.n.e. według kalendarza juliańskiego (przedłużonego odpowiednio wstecz). Rachubę tę wprowadził Józef Scaliger w r. 1583, nazywając ją "dniami juliańskimi" na cześć swojego ojca. Według tej rachuby można przypisać każdemu dniu następującemu po tej dacie jednoznaczny numer. Doby zaczynają się w południe, ponieważ do r. 1925 doba astronomiczna zaczynała się w południe, o godz. 12.00 czasu urzędowego. 
Aby wyrazić w tej rachubie dokładniej czas jakiegoś zdarzenia, do juliańskiego numeru dnia dodaje się część ułamkową określającą ułamek doby, jaki upłynął od godziny 12.00 w południe. Taką ulepszoną, ciągłą rachubę czasu nazywa się datami juliańskimi. 
Datę juliańską dla czasu uniwersalnego UT1 i czasu uniwersalnego skoordynowanego UTC oznaczamy skrótem JD (Julian Date). Dla czasu efemeryd oznacza się ją skrótem JED (Julian Ephemeris Date). Podając wartość JD warto zaznaczyć, według jakiej rachuby czasu określono porę dnia. 
Fakt, że daty juliańskie liczy się od południa, a liczby odpowiadające naszym czasom są bardzo duże, sprawia trochę kłopotu. Z tego powodu coraz częściej używa się zmodyfikowanych dat juliańskich MJD (Modified Julian Date), zdefiniowanych następująco: 

MJD = JD - 2 400 000,5.
Algorytm obliczania daty juliańskiej:
W urzędowej rachubie lat brakuje roku = 0. Nasza era rozpoczęła się 1 stycznia roku 1., a ostatni dzień p.n.e. był dniem 31 grudnia roku -1. Stąd też biorą się nieporozumienia na tle roku 2000. Pierwszym rokiem XX wieku był rok 1901, a rok 2000 był ostatnim rokiem XX wieku i drugiego tysiąclecia n.e. 
Astronomowie przyjmują numerację lat ery nowożytnej, taką, jak urzędowa, ale lata ery starożytnej liczone są, dla wygody rachunków, od zera. Tak więc np. według urzędowej rachuby lat Rzym został zbudowany w r. 753 p.n.e. (-753), ale według rachuby astronomicznej zdarzyło się to w roku -752. 
Przy obliczaniu daty juliańskiej dla lat p.n.e. należy więc numer roku zwiększyć o 1. Kolejnym krokiem jest zmiana numerów miesięcy. Miesiące od marca do grudnia mają numer normalny (3 - 12), natomiast styczeń i luty traktujemy jako miesiąc 13. i 14. roku poprzedniego. Należy ich numer zwiększyć o 1, a numer roku oczywiście zmniejszyć o 1. 
Dokonujemy zamiany pory dnia na ułamek doby: 
t = godz/24 + min/(60 × 24) + sek/(3600 × 24). 
Ostatecznie JD obliczamy ze wzoru: 
JD = E(365,25 • rok)+E(30,6001 • (miesiąc + 1)) + dzień + 1720994.5 + p + t 
lub ze wzoru: 
JD = E(365,25 • (rok + 4716))+E(30,6 • (miesiąc + 1)) + dzień - 1524.5 + p + t 
Gdzie:
p = liczba lat przestępnych. 
funkcja E(x) wyznacza część całkowitą wartości x.